# علی ابراهیمی (فوتسال)
علی ابراهیمی (زاده ۲۰ مرداد ۱۳۷۰ در مشهد) بازیکن فوتسال اهل ایران است.
علی ابراهیمی ( زاده ۲۰ مرداد ۱۳۷۰ در مشهد)  یک بازیکن فوتسال اهل ایران است. او در حال حاضر در تیم الموارد المايه بغداد بازی می‌کند. اولین بازی ملی خود را در سال ۲۰۱۴ در کشور چین انجام داد.

## افتخارات
- یک قهرمانی جام باشگاه های آسیا[۹]
- دو قهرمانی دانشجویان آسیا[۱۰]
- دو قهرمانی لیگ برتر ایران[۱۱]
- دو بار آقای گل دانشجویان آسیا[۱۲]
- یک آقای گلی در لیگ برتر مالزی[۱۳]